# تامارا مولینارو
تامارا مولینارو (متولد ۱۰ اکتبر ۱۹۹۷) یک راننده رالی ایتالیایی است که اخیراً برای تیم جنسن باتن اکستریم ای تیم و به عنوان راننده ذخیره قهرمانی در مسابقات اکستریم ای مسابقه داده است. او در سال چ۲۰۱۷ قهرمان مسابقات رالی اروپا قهرمانی بانوان شد و سپس به مسابقات رالی قهرمانی جهان-۲ و قهرمانی ایتالیایی که در آن قهرمان دوگانه بانوان است، رفت. 
او همچنین گهگاه به عنوان راننده کمکی در مسابقات شرکت کرده است که مهمترین آنها با کریگ برین در راندهای منتخب ایتالیایی و سامارینی کمک راننده بوده است.  